# Lampa (czasopismo)
Lampa – miesięcznik kulturalny wydawany przez Lampę i Iskrę Bożą. Nazwa pochodzi od wymyślonego przez Konstantego Ildefonsa Gałczyńskiego pisma „Lampa”, które występuje w Listach z fiołkiem.

## Historia
Pismo było kontynuacją nieregularnie ukazującego się w latach 1989–2002 artzina „Lampa i Iskra Boża”. Wcześniej, do czwartego numeru, jako „Iskra Boża”, które było redagowane przez Pawła Dunina-Wąsowicza i niezależną instytucję Zjednoczone Oficyny Odlotystów. W latach 90. z wydawnictwem współpracował także Wojciech Płocharski (m.in. autor przeboju Klub wesołego szampana Formacji Nieżywych Schabuff). Pierwszy numer „Lampy” ukazał się w kwietniu 2004. Nakład wynosił około 1 tys. egzemplarzy. W roku 2015 wydawanie pisma zostało zakończone.

## Tematyka
W kręgu zainteresowań była przede wszystkim literatura. Publikowane były wywiady, poezja, proza, felietony i recenzje, szkice o tematyce literaturoznawczej, komiksy i teksty o szeroko pojmowanej kulturze alternatywnej. Jeszcze w 2006 roku do co drugiego numeru dołączana była płyta CD z muzyką niezależną m.in. utwory zespołów Meble, Andy, Muzyka Końca Lata, 19 Wiosen, które przygotowywał np. Marcin Świetlicki lub Krzysztof Grabaż Grabowski.

## Redakcja
Redaktor naczelny: Paweł Dunin-Wąsowicz. Stali współpracownicy: Piotr Bratkowski, Tadeusz Dąbrowski, Agnieszka Drotkiewicz, Anna Dziewit, Krzysztof Fiołek, Łukasz Gorczyca, Maciej Góralski (DJ Magura), Justyna Jaworska, Michał Kaczyński, Jacek Kamiński, Jarosław Klejnocki, Marek Kochan, Wojciech Koronkiewicz, Paweł Kozioł, Konrad T. Lewandowski, Anna Marchewka, Dorota Masłowska, Endo (Agata Nowicka), Łukasz Orbitowski, Tomasz Piątek, Agata Pyzik, Małgorzata Rejmer, Jan Riesenkampf, Łukasz Saturczak, Maciej Sieńczyk, Marek Sieprawski, Muniek Staszczyk, Marcin Świetlicki, Jarosław Urbaniuk, Krzysztof Varga, Grzegorz Woźniak, Jakub Żulczyk.